# Березина, Людмила Юрьевна
Людмила Юрьевна Березина (род. 6 сентября 1983), в девичестве Зуенко — российская легкоатлетка, специалистка по бегу на короткие дистанции. Выступала за сборную России по лёгкой атлетике в 2000-х годах, победительница и призёрка первенств всероссийского значения, участница ряда крупных международных стартов. Представляла Санкт-Петербург. Мастер спорта России международного класса. Тренер по лёгкой атлетике.

## Биография
Людмила Зуенко родилась 6 сентября 1983 года. Дочь заслуженного тренера России по лёгкой атлетике Юрия Васильевича Зуенко.
Проходила подготовку в Санкт-Петербурге, окончила Училище олимпийского резерва № 1 (2004) и тренерский факультет Санкт-Петербургского государственного университета физической культуры имени П. Ф. Лесгафта (2008).
Впервые заявила о себе на международном уровне в сезоне 1999 года, когда вошла в состав российской национальной сборной и выступила на юношеском мировом первенстве в Быдгоще, где в дисциплинах 100 и 200 метров дошла до полуфиналов.
В 2001 году на юниорском европейском первенстве в Гроссето заняла восьмое место на дистанции 200 метров, тогда как в эстафете 4 × 400 метров в финале была дисквалифицирована.
В 2005 году на чемпионате России в Туле с командой Санкт-Петербурга выиграла серебряную медаль в эстафете 4 × 100 метров.
В 2006 году на зимнем чемпионате России в Москве взяла бронзу в программе бега на 200 метров.
В 2008 году на зимнем чемпионате России в Москве стала бронзовой призёркой в индивидуальном беге на 200 метров и одержала победу в эстафете 4 × 200 метров. На летнем чемпионате России в Казани завоевала бронзовую награду в эстафете 4 × 100 метров.
На чемпионате России 2009 года в Чебоксарах получила серебро в эстафете 4 × 100 метров, уступив только команде из Волгоградской области.
За выдающиеся спортивные достижения удостоена почётного звания «Мастер спорта России международного класса» (2007).
После завершения спортивной карьеры с 2010 года работала тренером по лёгкой атлетике и фитнесу в Колпино.